# ケンペリトリン
ケンペリトリン (kaempferitrin) は有機化合物の一つ。ヒロハケニオイグサ (Hedyotis verticillata) の葉から単離される。
ケンペリトリンはケンペロールの3,7-ジラムノシドである。